# هجوم معسكر شاهين (أبريل 2017)
في يوم الجمعة 21 أبريل 2017 هاجم مقاتلون من حركة طالبان معسكرا (معسكر شاهين) للجيش الأفغاني في مدينة مزار شريف بولاية بلخ. قُتل في الهجوم أكثر من 140 جندي أفغاني فضلا عن مئات الجرحى.

## التفاصيل
اقتحم مقاتلو طالبان المعسكر وهم يرتدون الزي الرسمي ويقودون سيارتين عسكريتين، إدعوا أنهم يحملون معهم مصابين في حاجة إلى رعاية طبية عاجلة. أحد الشهود قال إن المهاجمين لم يلقوا أي مقاومة في نقطة تفتيش خارجية، فقتلوا ثلاثة من الحراس.
في وقت الهجوم، كان معظم الجنود غير مسلحين، وكانوا يحضرون صلاة الجمعة في مسجد داخل المعسكر. وقال جندي شهد الهجوم: "كان المشهد مشوشا ولم أكن أعرف ماذا أفعل [...] كان هناك إطلاق نار وانفجارات في كل مكان". وقال جندي آخر إن المهاجم نصب رشاشاً على نافذة شاحنة وأطلق النار على كل من في طريقه". وكان هذا الهجوم الأكثر دموية من نوعه على قاعدة عسكرية أفغانية خلال الحرب الطويلة.
وقالت طالبان إن المهاجمين الأربعة كانوا يخدمون في هذه القاعدة وكانت لديهم معرفة بها. قتل ما لا يقل عن 140 جنديا وأصيب أكثر من 160 آخرين في الهجوم، وذلك وفقا لما ذكره مسؤول في المحافظة. وذكر بيان لطالبان صدر بعد الهجوم أن ما لا يقل عن 500 جندي أفغاني قد أصيبوا أو قتلوا. وقال المتحدث باسم طالبان، ذبيح الله مجاهد، في بيان له، إن الهجوم جاء انتقاما لمقتل الملا عبد السلام آخند في شمال أفغانستان.

## ردود أفعال

### الدولية
إيران، أدان المتحدث باسم الخارجية الإيرانية بهرام قاسمي الهجوم الانتحاري معرباً عن تعاطف بلاده مع الحكومة والشعب الأفغانيين، وأسر ضحايا العملية الإجرامية قائلاً: «إن السبيل الوحيد للخلاص من هذه المشاكل هو وضع حد للتدخلات الأمريكية والأجنبية، وتفاوض جميع المجموعات التي تعتبر خارج إطار القانون مع حكومة الوحدة الوطنية الأفغانية.»